# Cima de’ Piazzi
Die Cima de’ Piazzi (auch Cima dei Piazzi, Cima de Piazzi, Cima di Piazzi oder Cima Piazzi) ist mit 3439 m s.l.m. der höchste Berg der Livigno-Alpen. Sie liegt westlich des Nationalparks Stilfserjoch und östlich des Lago Bianco. Auf der Nordseite des Berges befindet sich der Gletscher Vedretta di Piazzi.

## Lage und Beschreibung
Der Berg liegt zwischen dem Valle Grosina, dem Valdisotto und dem Valdidentro. Sie besteht aus drei Bergkämmen, wobei der westnordwestliche und der nordöstliche am Gipfel zusammenlaufen. Die beiden Kämme umschließen die vergletscherte Nordseite des Berges. Der Südkamm zweigt etwas östlich des Gipfels ab und verläuft bald an Höhe verlierend in südwestlicher Richtung bis zum Colle di Piazzi (3022 m) weiter. Der Nordostkamm führt nur leicht an Höhe verlierend bis zum Colle Rinalpi (2995 m), während der zerklüftete westliche Kamm sich in nordwestlicher Richtung bis zum Corno Sinigaglia (2437 m), Corni di Verva (3315 m) und zum Colle delle Pecore (2437 m) entlangzieht.

## Alpinismus
Die Cima de’ Piazzi wurde am 21. August 1867 durch  Johann Jakob Weilenmann und den Bergführern Franz Pöll und Santo Romani über den Nordostkamm erstmals bestiegen. Die erste Skibesteigung gelang Aldo Bonacossa mit G. Casati Brioschi und Carlo Prochownick am 27. März 1921.

## Nachweis
1. 1 2  Lage und Höhe gemäß «geo admin.ch»
2. ↑  Renato Armelloni: Alpi Retiche: Cima di Piazzi – Piz Sesvenna. Guida dei Monti d’Italia. S. 190–191.
3. ↑  Renato Armelloni: Alpi Retiche: Cima di Piazzi – Piz Sesvenna. Guida dei Monti d’Italia. S. 191.